# Delphine Quentin
Delphine Quentin est une actrice, réalisatrice et scénariste française.

## Filmographie

### Actrice

#### Cinéma
- 1989 : Tatie Danielle d'Étienne Chatilliez
- 1992 : Sam suffit de Virginie Thévenet
- 1992 : Le Zèbre de Jean Poiret
- 1992 : La Fille de l'air de Maroun Bagdadi
- 1993 : La Perme d'Emmanuel Sylvestre et Thibault Staib
- 1993 : Germinal de Claude Berri
- 1993 : Hélas pour moi de Jean-Luc Godard
- 1994 : Putain de porte (court métrage)
- 1997 : Mauvais Genre de Laurent Bénégui
- 1997 : On connaît la chanson d'Alain Resnais
- 1999 : Ma vie active de Marc Fitoussi
- 1999 : Les Enfants du siècle de Diane Kurys
- 1999 : Suzy vend des sushis (court métrage)

#### Télévision
- 1995 : Rhésus Roméo de Philippe Le Guay
- 1999 : Julie Lescaut, épisode Les surdoués de Stéphane Kurc
- 2000 : Julie Lescaut, épisode 3 saison 9

### Réalisatrice et scénariste
- 1994 : Putain de porte (court métrage)
- 1999 : Suzy vend des sushis sans sursis (court métrage)

#### Réalisatrice de films publicitaires
- Manix
- Ligne Roset
- Mon Chéri
- E.Mail.com
- Twix
- Danao
- Meridol